# Загруновка (Зеньковский район)
Загруновка (укр. Загрунівка) — село, Загруновский сельский совет, Зеньковский район, Полтавская область, Украина. Является административным центром Загруновского сельского совета, в который, кроме того, входят сёла Романовка и Сулимы.
Код КОАТУУ — 5321382001. Население по переписи 2001 года составляло 418 человек.

## Географическое положение
Село Загруновка находится на левом берегу реки Грунь-Ташань, выше по течению на расстоянии в 1 км расположено село Борки, ниже по течению на расстоянии в 4,5 км расположено село Романовка, на противоположном берегу — село Борки. К селу примыкает лесной массив (сосна).

## История
- 1640 — дата основания.
- Была приписана к Покровской церкви в Романовке.[2]
- Есть на карте 1816 года.[3]

## Экономика
- Молочно-товарная ферма.
- ООО «Воскобойники».
- ТзОВ «Загруновское».